# Leopold Vietoris

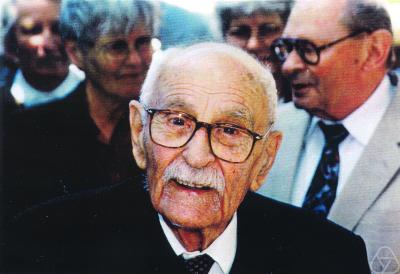
Leopold Vietoris op zijn 110e verjaardag

Leopold Vietoris (Bad Radkersburg, 4 juni 1891 – Innsbruck, 9 april 2002) was een Oostenrijks wiskundige die additionele bekendheid verwierf door de oudste Oostenrijkse man ooit te worden.
Hij stond bekend om zijn bijdragen aan de topologie en andere deelgebieden van de wiskunde, zijn interesse in de geschiedenis van de wiskunde en als een enthousiast bergbeklimmer. Vietoris studeerde aan de Universiteit van Wenen, waar hij in 1920 tot doctor in de filosofie promoveerde. Hij vormde samen met zijn vrouw Maria Josefa Vincentia, geboren von Riccabona zu Reichenfels (18 juli 1901 - 24 maart 2002), die twee weken voor zijn dood op 100-jarige leeftijd stierf, een van de oudste paren van de wereld ooit.
Hij heeft zijn naam gegeven aan verschillende wiskundige concepten:
- Vietoris-topologie (zie topologische ruimte)
- Vietoris-homologie (zie homologietheorie)

Vietoris werd uiteindelijk 110 jaar en 309 dagen oud.